# Sedum dispermum
Sedum dispermum är en fetbladsväxtart som beskrevs av Harald Fröderström. 
Sedum dispermum ingår i Fetknoppssläktet som ingår i familjen fetbladsväxter. Inga underarter finns listade i Catalogue of Life.